# 喬爾諾科津齊
48°39′33″N 26°16′55″E / 48.65917°N 26.28194°E
喬爾諾科津齊（烏克蘭語：Чорнокозинці），是烏克蘭的村落，位於該國西部赫梅利尼茨基州，由卡緬涅茨-波多利斯基區負責管轄，面積1.39平方公里，海拔高度173米，2001年人口441，人口密度每平方公里318.4人。